# セイレーン

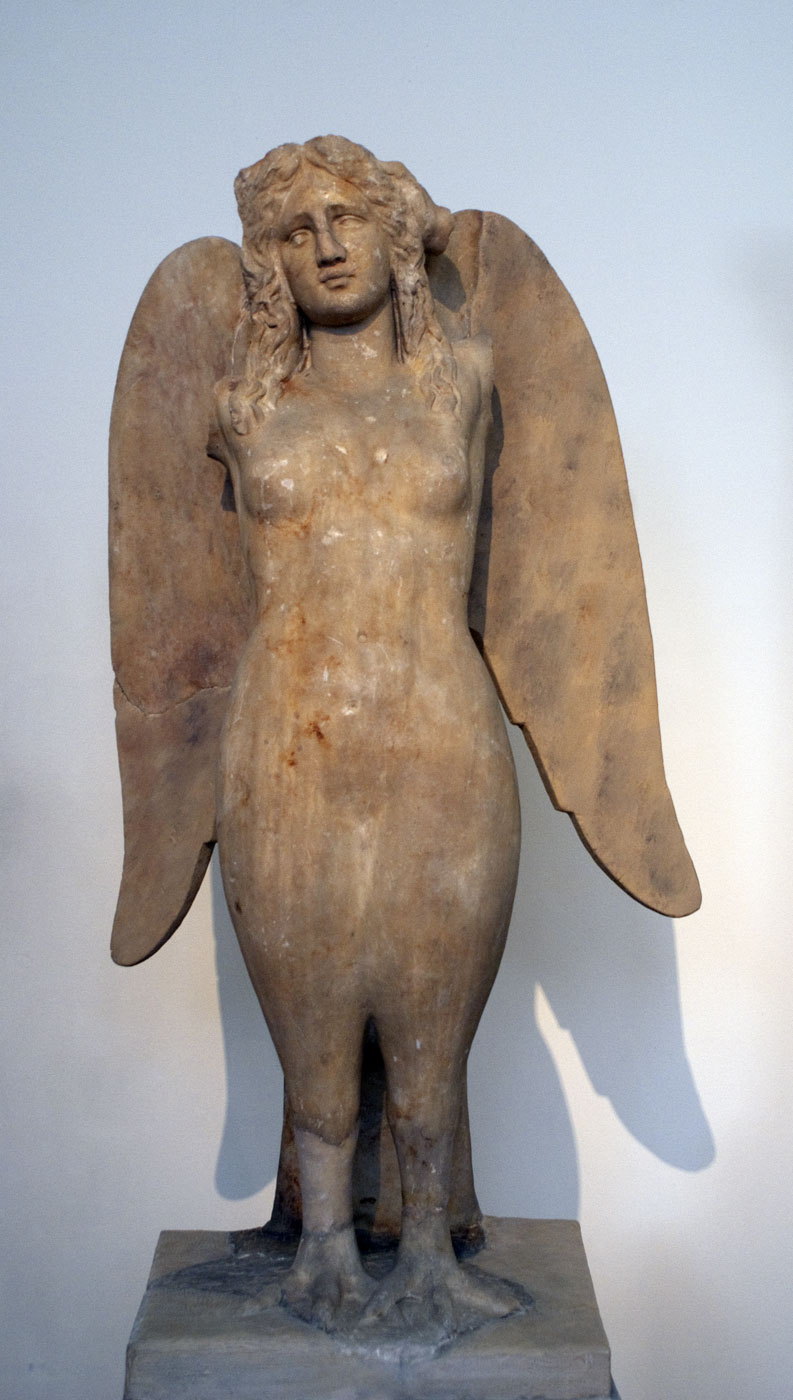
紀元前330年頃のセイレーン像。アテネ国立考古学博物館所蔵。

セイレーン（古希: Σειρήν、古代ギリシア語ラテン翻字: Seirḗn）は、ギリシア神話に登場する海の怪物である。複数形はセイレーネス（古希: Σειρῆνες、古代ギリシア語ラテン翻字: Seirênes）。上半身が人間の女性で、下半身は鳥の姿とされるが後世には魚の姿をしているとされた。海の航路上の岩礁から美しい歌声で航行中の人を惑わし、遭難や難破に遭わせる。歌声に魅惑された挙句セイレーンに喰い殺された船人たちの骨は、島に山をなしたという。
その名の意味に関しては、「縛る」または「くっつける」という古ギリシア語の語根に由来し、セイレーンの神話中での役割を表しているという説や、シリウスと関連付ける説がある。長音符省略表記のセイレンでも知られるが、長音記号付き表記も一般的である。
上記の古代ギリシア語はラテン語化されてシーレーン（Siren、複数形シーレーネス、Sirenes）となり、そこから、英語サイレン (Siren)、フランス語シレーヌ (Sirène)、ドイツ語ジレーネ (Sirene)、イタリア語シレーナ (Sirena)、ロシア語シリェーナ (Сирена)、ウクライナ語シレーニ (Сирени) といった各国語形が派生している。英語では「妖婦」という意味にも使われている。

## 概要
セイレーンは河の神アケローオスとムーサのメルポメネー、テルプシコラー、カリオペー、あるいはカリュドーン王ポルターオーンの娘ステロペーとの娘であり、2人、3人、4人、あるいは5人姉妹であるとされている。
構成員には諸説あり、2人の場合はヒーメロペー（古希: Ίμερόπη、古代ギリシア語ラテン翻字: Himeropê、「優しい声」の意）とテルクシエペイア（古希: Θελξιεπεια、古代ギリシア語ラテン翻字: Thelxiepeia、「魅惑的な声」）。3姉妹説ではアポロドーロスがペイシノエー（古希: Πεισινοη、古代ギリシア語ラテン翻字: Peisinoê、「説得的」）・アーグラオペーメー（古代ギリシア語ラテン翻字: Aglaopêmê、「美しい声」）・テルクシエペイアを挙げ、ガイウス・ユリウス・ヒュギーヌスもまた『ギリシャ神話集』で、テルクシエペイア・モルペー（古希: Μολπη、古代ギリシア語ラテン翻字: Molpê、「歌」）・ペイシノエーを挙げている。あるいはレウコーシアー（古希: Λευκωσια、古代ギリシア語ラテン翻字: Leukôsia、「白」）・リゲイア（古希: Λιγεια、古代ギリシア語ラテン翻字: Ligeia、「明るい声を持つ女」）・パルテノペー（古希: Παρθενοπη、古代ギリシア語ラテン翻字: Parthenopê、「処女の声」）からなるともいわれる。4姉妹説ではテレース（古希: Θελες、古代ギリシア語ラテン翻字: Telês）・ライドネー（古希: Ραιδνη、古代ギリシア語ラテン翻字: Raidnê）・テルクシオペー（古希: Θελξιόπη、古代ギリシア語ラテン翻字: Thelxiopê）・モルペーで構成されている。
元はニュンペー（河の神）で、ペルセポネーに仕えていたが、ペルセポネーがハーデースに誘拐された後にペルセポネーを探すために自ら願って鳥の翼を得た。ほか、ヒュギーヌスでは誘拐を許したことをケレースに責められ、鳥に変えられたとされる。『オデュッセイア』エウスタティウス注では、誘拐を悲しんで恋愛をしようとしなかったためアプロディーテーの怒りを買い、鳥に変えられたとされる。パウサニアースの『ギリシア案内記』ではヘーラーの要請でムーサと歌で競い合い、勝負に負けてムーサの冠を作るために羽をむしり取られたとされる。
彼らの住む島については、ホメーロスは魔女キルケーの住むアイアイエー島と、プランクタイの岩礁あるいはカリュブディスとスキュラの棲む海域の間にあると述べている。またヘーシオドスはセイレーンたちはゼウスによってアンテモエッサ島(Ἀνθεμόεσσα, Anthemoessa) を与えられたと述べており、ロドスのアポローニオスも『アルゴナウティカ』でそれを踏襲している。

## 物語

ジョン・ウィリアム・ウォーターハウスの1891年の作品『オデュッセウスとセイレーンたち』。ヴィクトリア国立美術館所蔵。

セイレーンは、ホメーロスの『オデュッセイア』に登場する。トロイア戦争からの帰路、キルケーからセイレーンに気を付けるよう忠告を受けていたオデュッセウスは、船員には蜜蝋で耳栓をさせ、自身をマストに縛り付け決して解かないよう船員に命じた。歌が聞こえてくると、オデュッセウスはセイレーンのもとへ行こうと暴だしたため、船員は彼をさらにきつく縛って舟をこぎ続け、ほどなくしてオデュッセウスが落ち着きを取り戻すと、歌が聞こえなくなったと判断し、耳栓を外してオデュッセウスの縄を解いた。『オデュッセイア』では、セイレーンのその後について語られていないが、ヒュギーヌスによれば、セイレーンは、歌を聞いた人間が生き残った時には死ぬ運命となっていたため、海に身を投げて自殺し、死体は岩となって岩礁の一部になったという。
『アルゴナウティカ』にも登場する。イアーソーンらアルゴナウタイがセイレーンの岩礁に近づくと、乗組員オルペウスがリラをかき鳴らして歌を打ち消すことができた。しかしブーテースのみは歌に惹かれて海に飛び込み泳ぎ去ってしまった。

## 中世以降の変化
中世以降は半人半鳥でなく、人魚のような半人半魚の怪物として記述されている。文献で確認できる鳥から魚への変化の最初の例は7世紀から8世紀頃の『怪物の書』と言われている。この変化については、北方の魚の尾を持つ妖精や怪物を呼ぶ際にセイレーンの語が当てられたという説がある。あるいは古代において海岸の陸地を目印に航海していたのに対し、中世に羅針盤が発明されて沖合を遠くまで航海できるようになったことから、セイレーンのイメージが海岸の岩場の鳥から大海の魚へと変化したためではないかと考えられている。この頃には、海でセイレーンに会ったという記述が旅行記に記されるようになる。
ゲーテの『ファウスト』などに登場し、怪物としての性格が強まった。後世には、人魚や水の精などとも表現されるようになり、西洋絵画においてはとりわけ世紀末芸術で好まれる画題となった。
セイレーンを描いた図像には、二又に分かれた鰭を備えた魚の下半身となっているものがしばしばみられる。20世紀のフランスの美術史家ユルギス・バルトルシャイティスによれば、セイレーンのこうした図像の構図は古代のアジアで既にみられており、アジア起源の構図がヨーロッパに伝えられてさまざまな図像で用いられたという。

## 西洋絵画
西洋絵画ではセイレーンはしばしば描かれてきたが、特にラファエル前派以降のイギリスの画家たちが男たちを誘惑する甘美なセイレーンの姿を描いている。フランス象徴主義の画家ギュスターヴ・モローも『セイレーンたち』（1882年）、『詩人とセイレーン』（1893年）と言った作品を描いたが、ギュスターヴ＝アドルフ・モッサは『飽食のセイレーン』（1905年）でむしろ人を殺す残酷な一面を描いている。そのほか、パウル・クレーの『セイレーンの卵』（1937年）、ポール・デルヴォーの『セイレーンたちの村』（1942年）、『偉大なるセイレーンたち』（1947年）、パブロ・ピカソの『オデュッセウスとセイレーンたち』（1947年）といった作品がある。

### ギャラリー

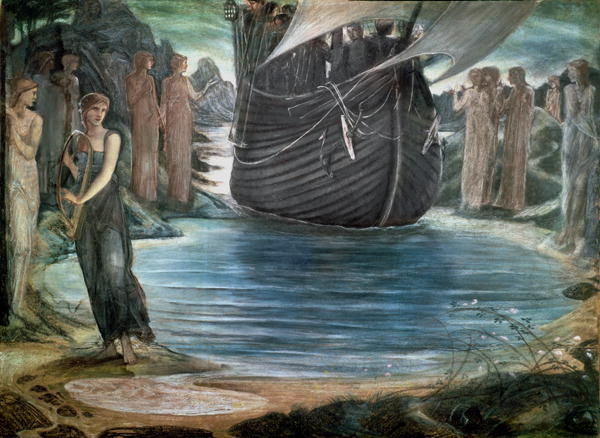
エドワード・バーン＝ジョーンズ『セイレーン』1875年、南アフリカ国立美術館（英語版）所蔵
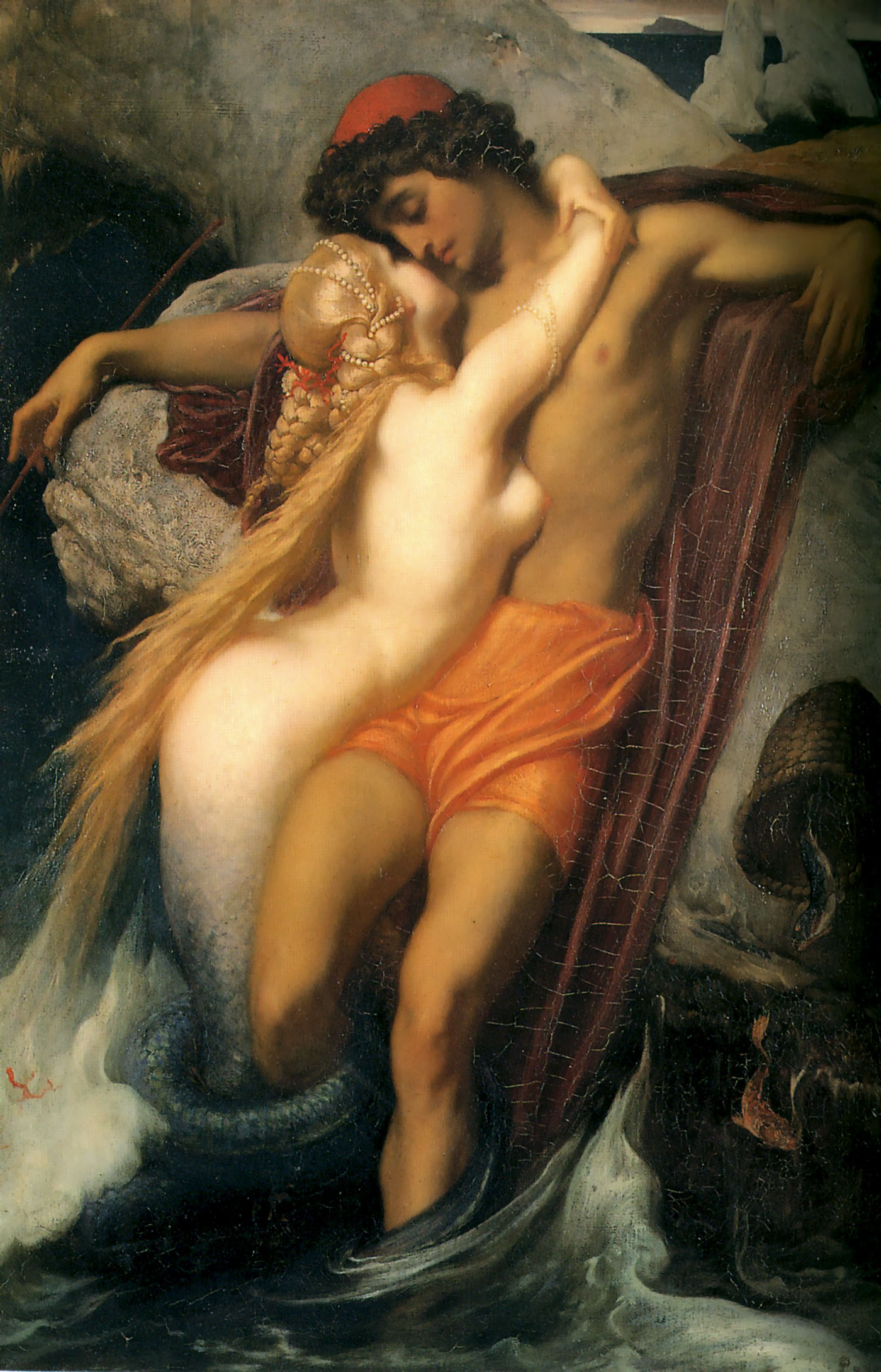
フレデリック・レイトン『漁夫とセイレーン』1856年-1858年、個人所蔵
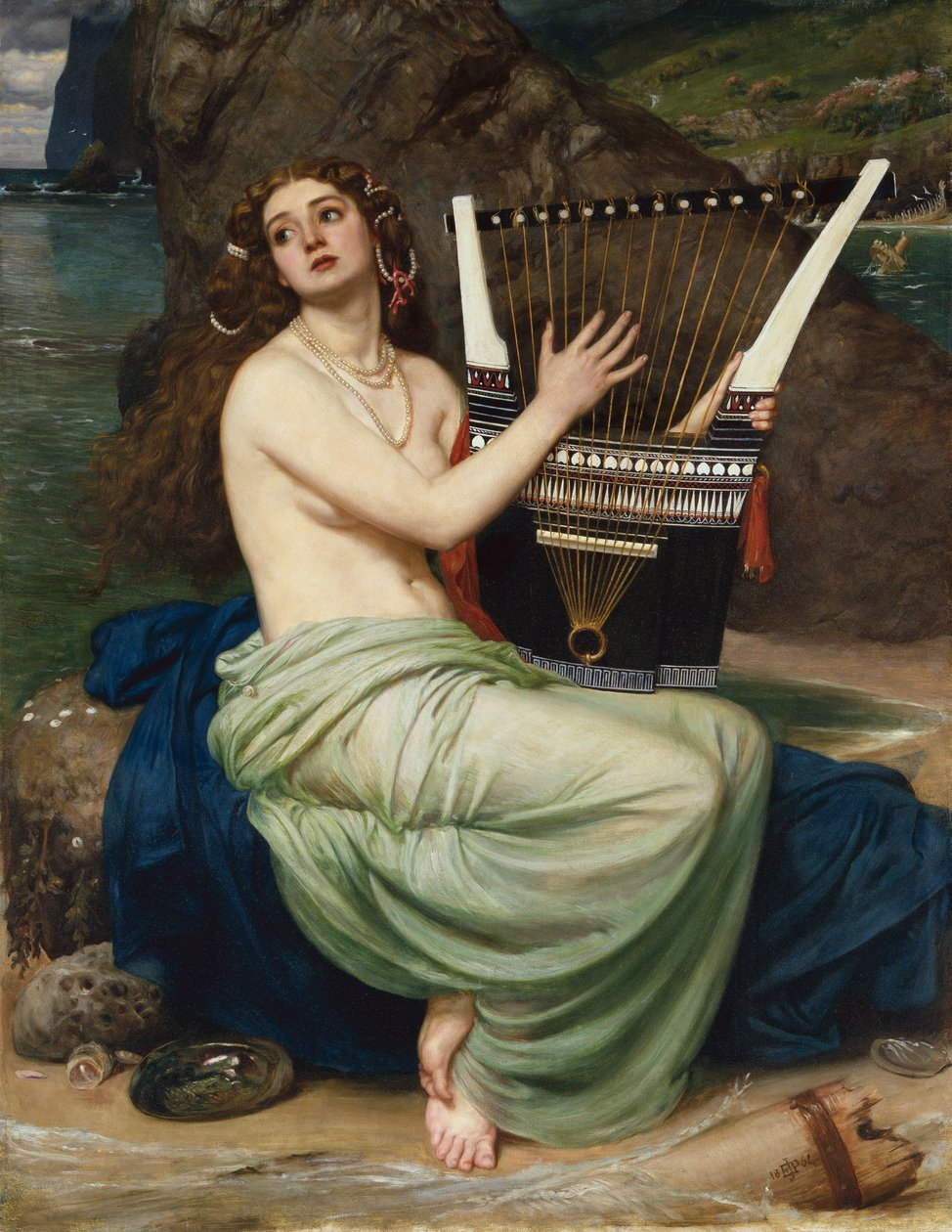
エドワード・ポインター『セイレーン』1864年頃、個人所蔵
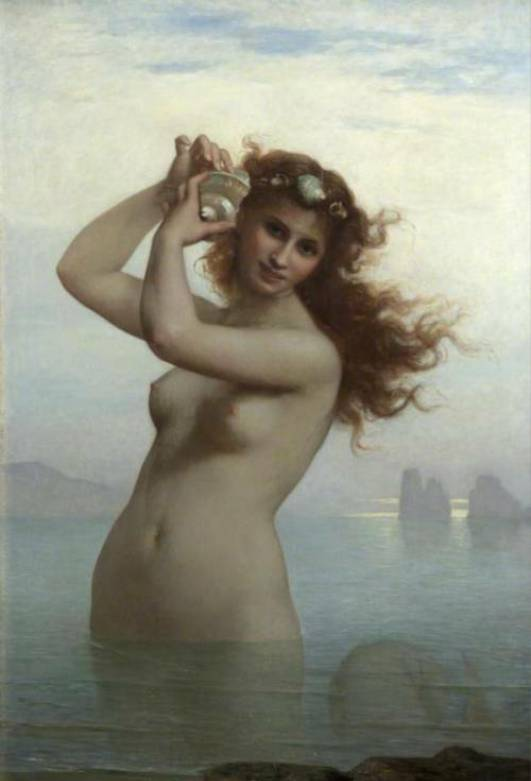
シャルル・ランデル（英語版）『セイレーン』1879年、ラッセルコーツ美術館&博物館（英語版）所蔵
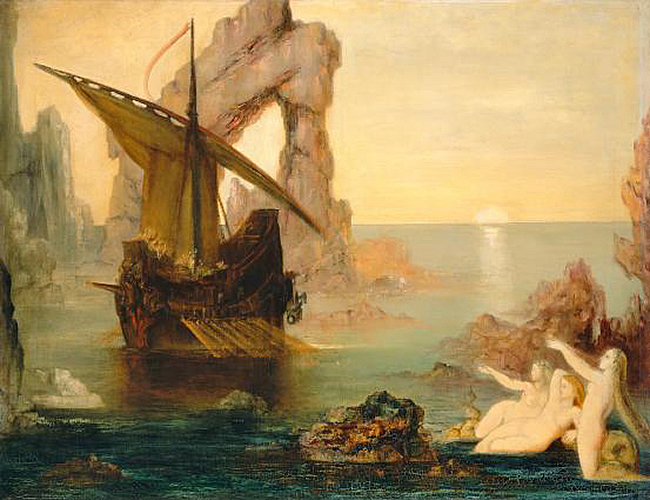
ギュスターヴ・モロー『オデュッセウスとセイレーンたち』1885年頃、ギュスターヴ・モロー美術館所蔵
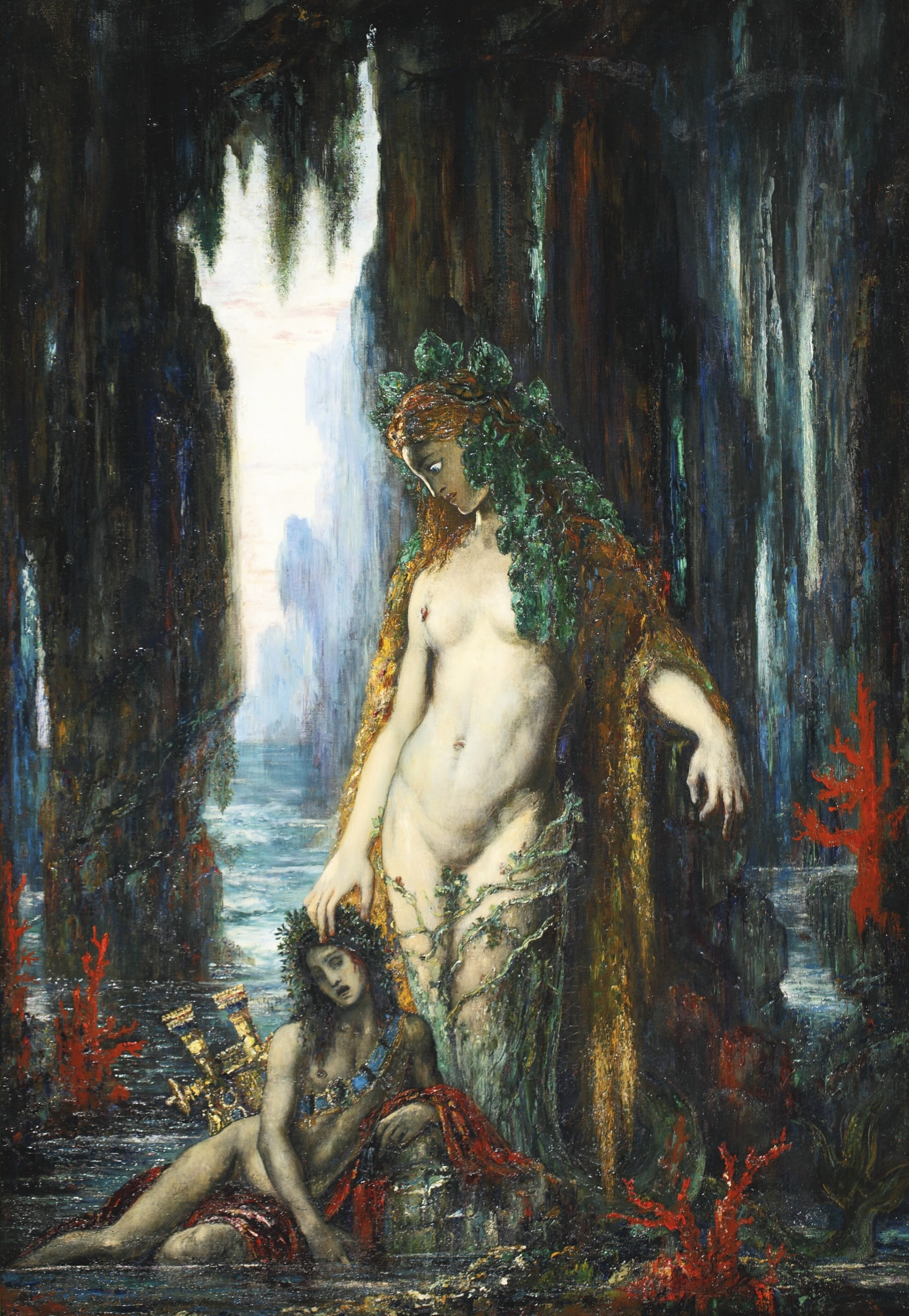
ギュスターヴ・モロー『詩人とセイレーン』1893年、個人所蔵
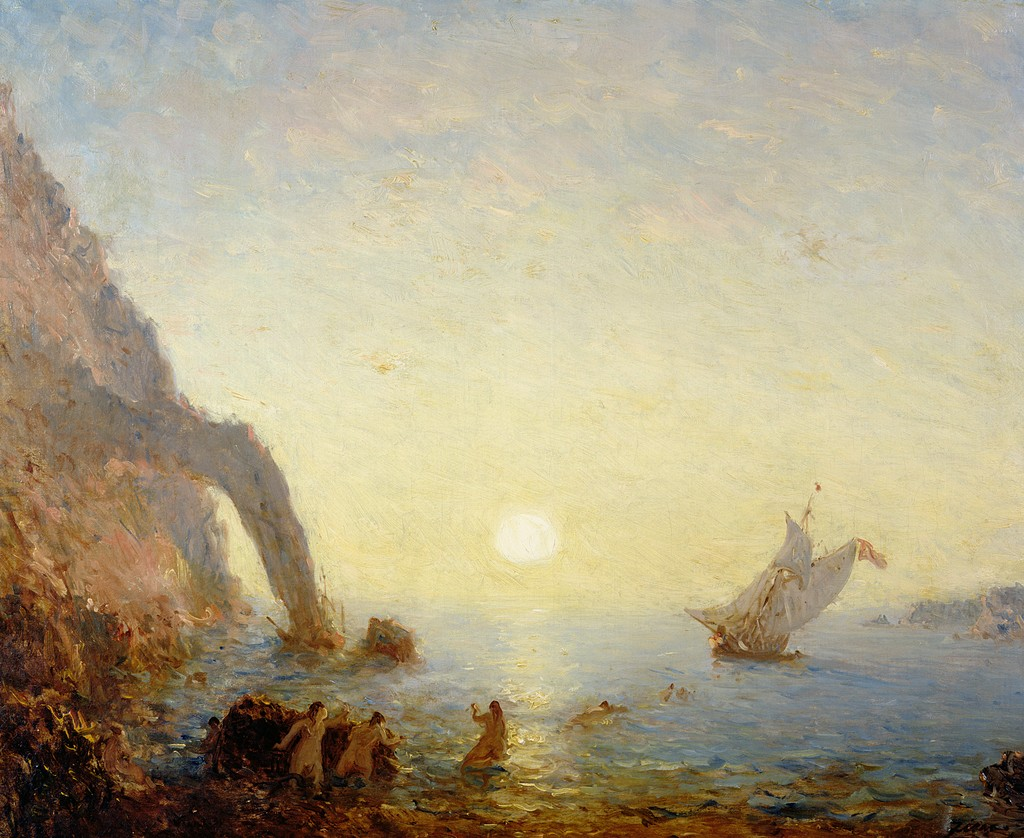
フェリックス・ジアン『セイレーンたちの呼び声』19世紀、個人所蔵
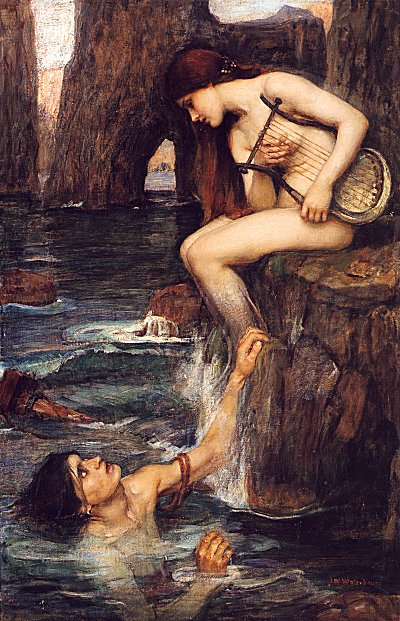
ジョン・ウィリアム・ウォーターハウス『セイレーン』1900年、個人所蔵
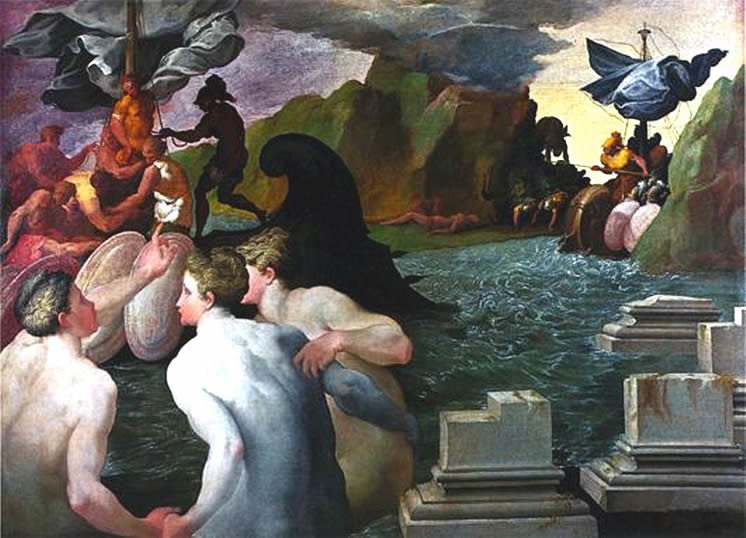
フランチェスコ・プリマティッチオ『セイレーンたちとユリシーズ』1560年、個人所蔵
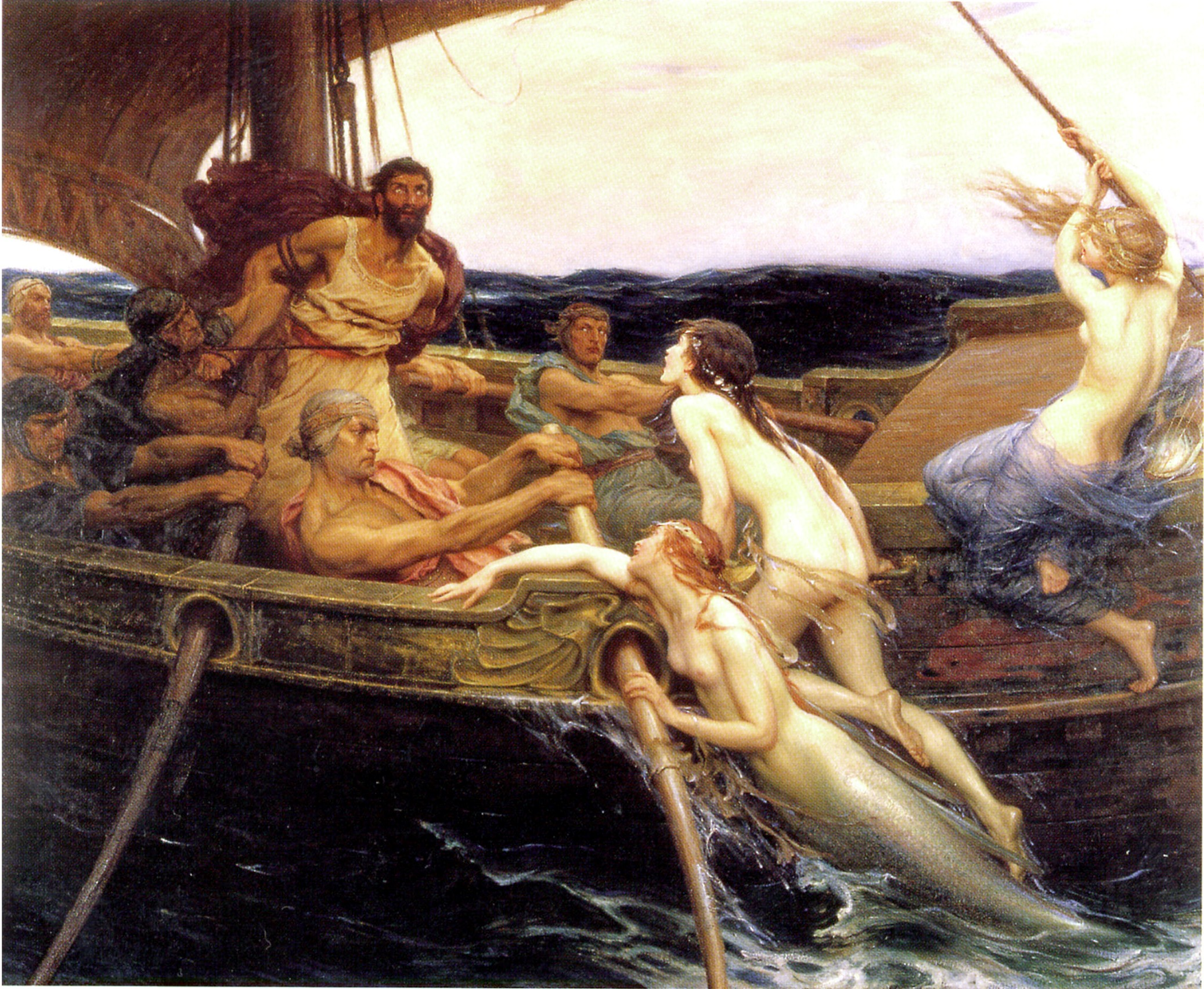
ハーバート・ジェームズ・ドレイパー『ユリシーズとセイレーンたち』1909年、フェレンス美術館（英語版）所蔵
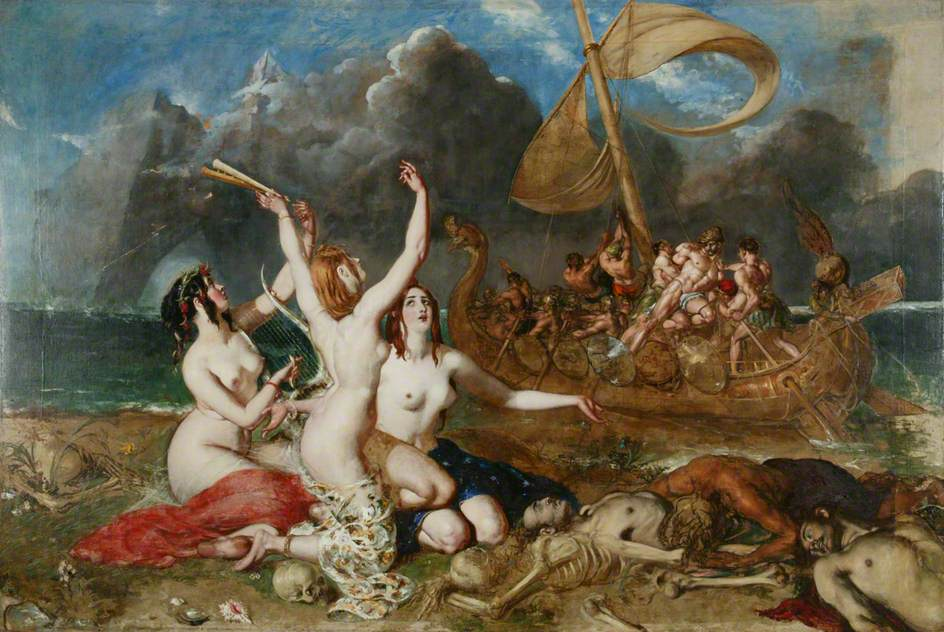
ウィリアム・エッティ『セイレーンたちとユリシーズ』1837年、マンチェスター市立美術館所蔵
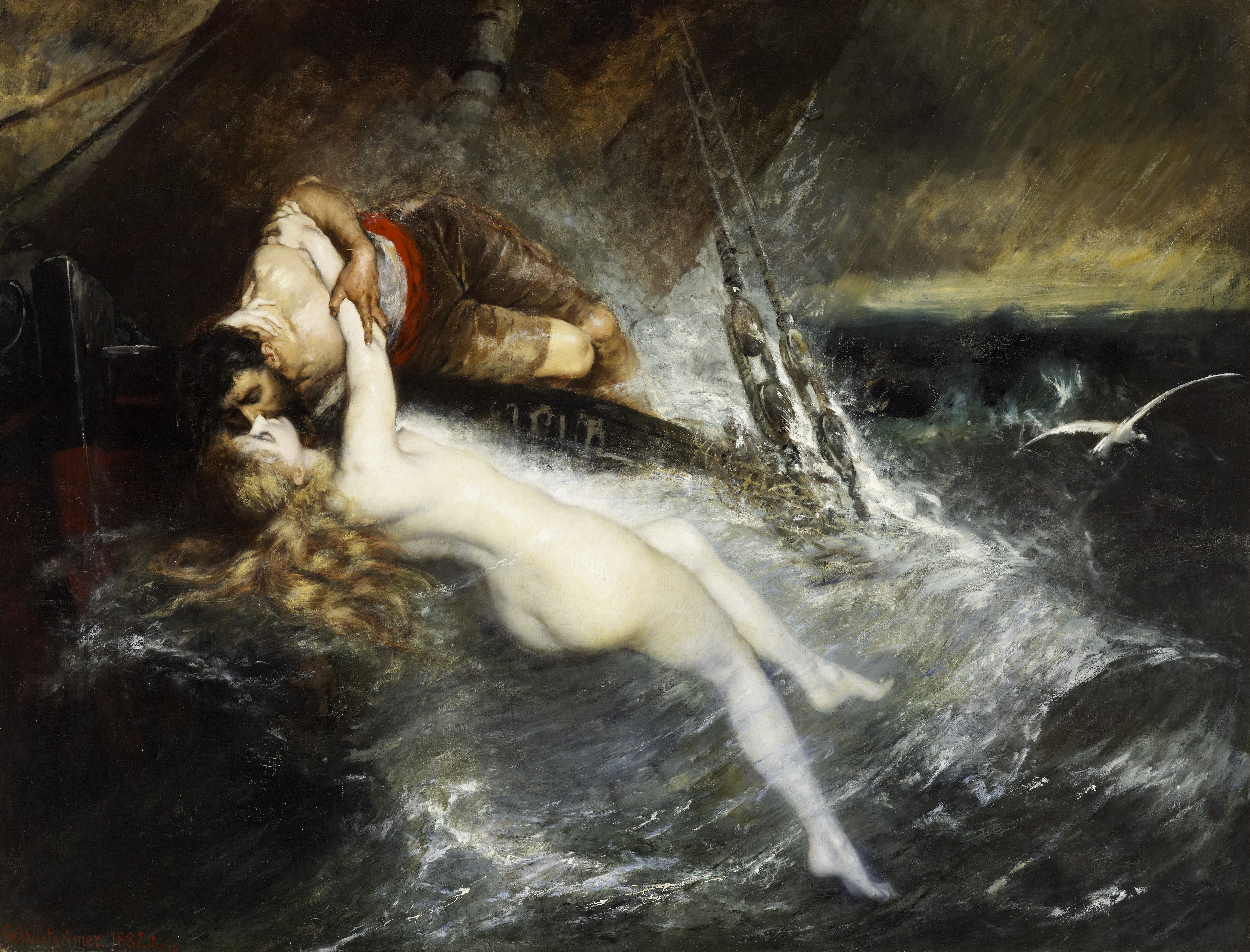
グスタフ・ヴェルトハイマー『セイレーンの口づけ』1882年、インディアナポリス美術館所蔵
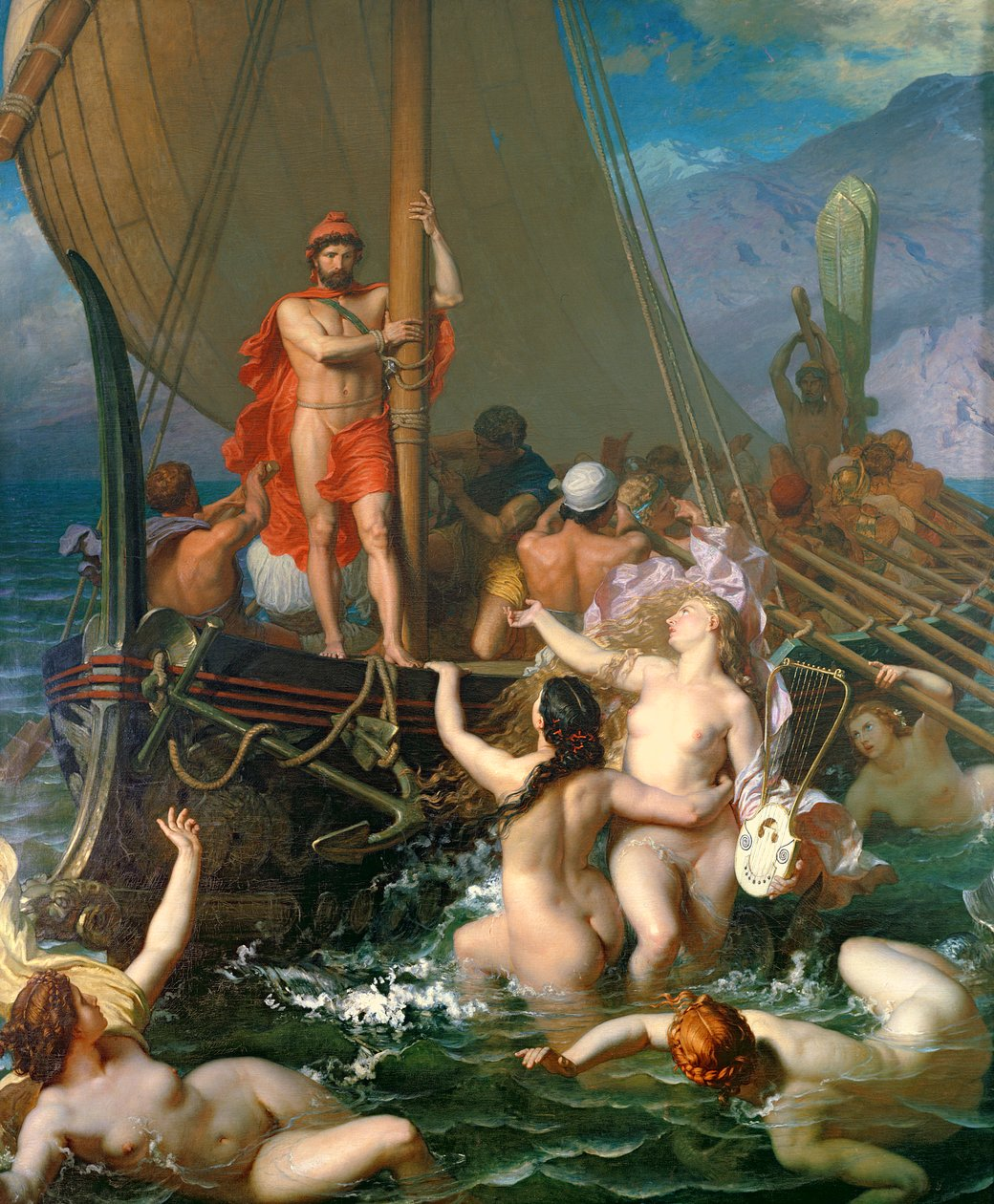
レオン・ベリー『セイレーンたちとユリシーズ』1867年、サントメール市立美術館（フランス語版）所蔵
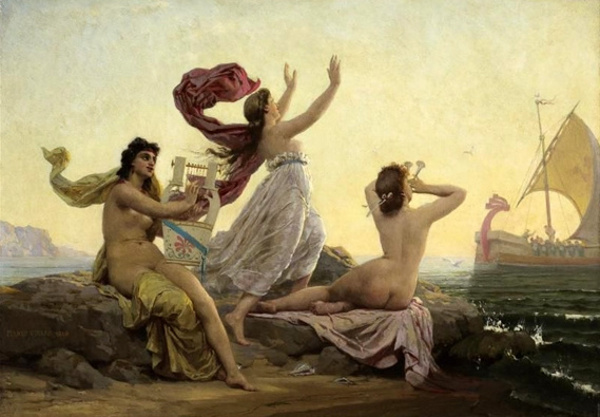
マリー＝フランソワ・フィルマン＝ジラール（フランス語版）『ユリシーズとセイレーンたち』1868年頃、個人所蔵
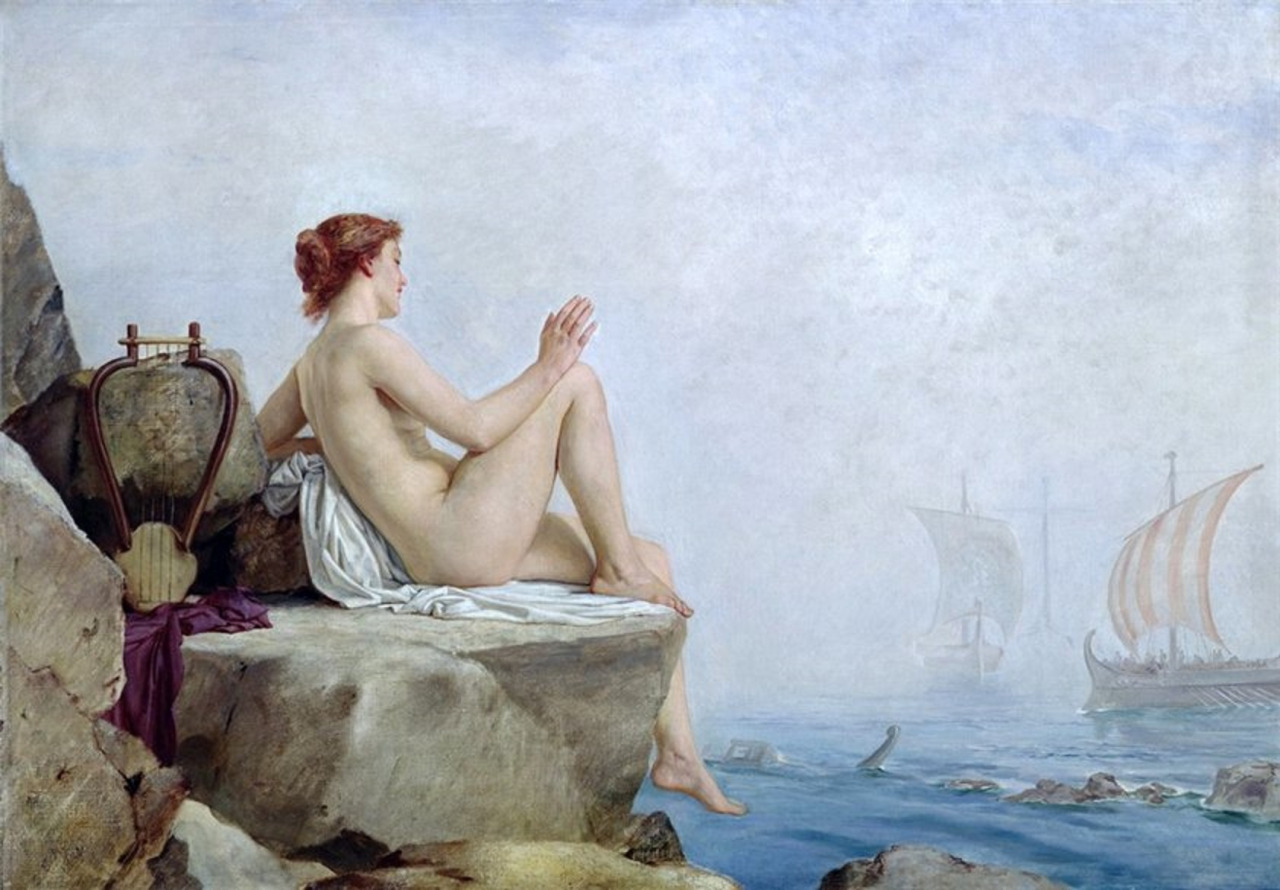
エドワード・アーミティジ（英語版）『セイレーン』1888年、リーズ市立美術館（英語版）所蔵
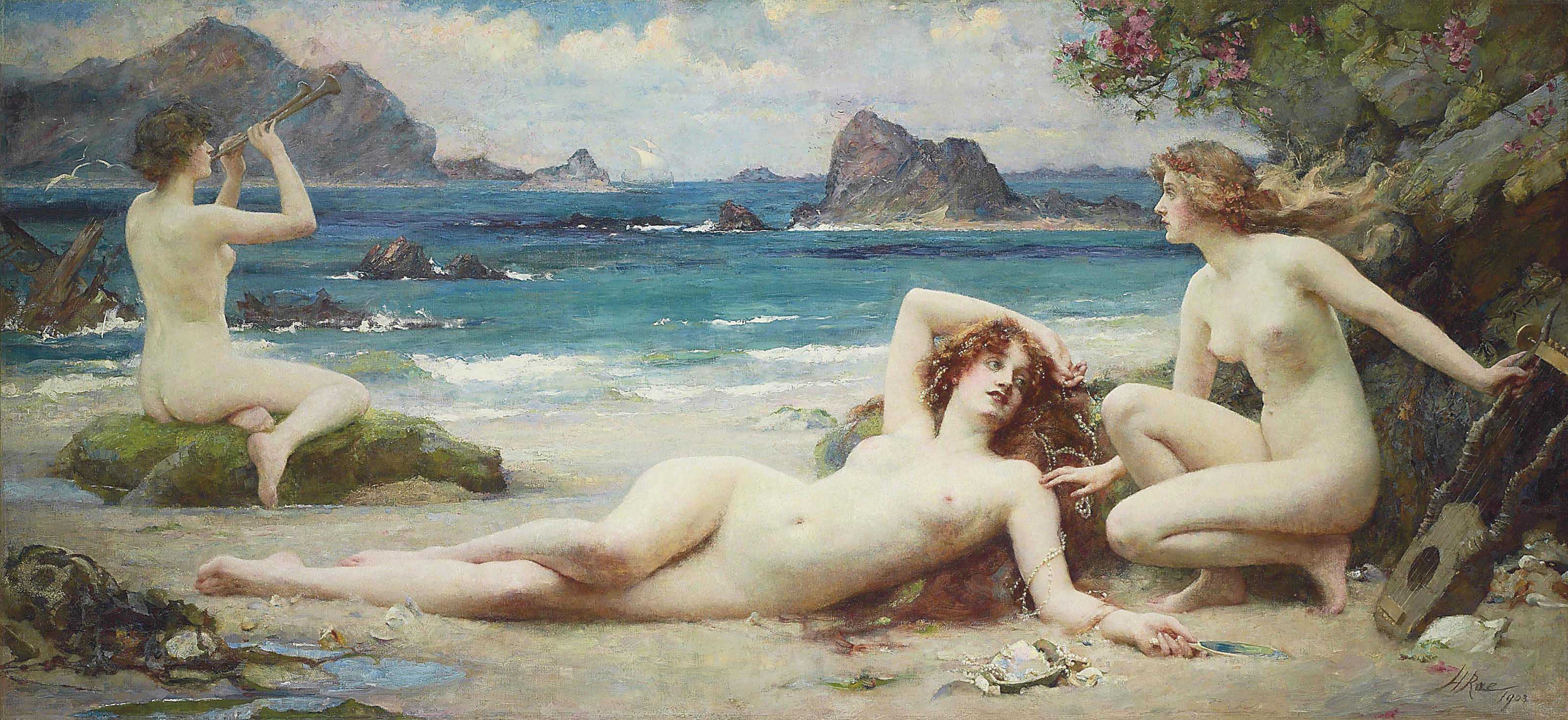
ヘンリエッタ・レイ『セイレーンたち』1903年、個人所蔵

## 現代におけるセイレーン
セイレーンの名は、カート・ヴォネガットの小説『タイタンの妖女』の原題にも普通名詞として複数形で使用されている。
セイレーンはまた、アメリカ合衆国で創業したコーヒーチェーン店のスターバックスのロゴマークにも描かれている。そこでのセイレーンの下半身は魚で、鰭は二又に分かれている。ロゴのデザインの参考になったのはギリシア神話ではなく、創業時のスタッフが見つけた、ノルウェーの古い木版画に描かれていた二又の鰭を持つセイレーンであるという。
拡声装置のサイレンの語源とされる。